# Амерст Џанкшон (Висконсин)
Амерст Џанкшон (енгл. Amherst Junction) град је у америчкој савезној држави Висконсин.

## Демографија
По попису из 2010. године број становника је 377, што је 72 (23,6%) становника више него 2000. године.
| Група             | 2000.        | 2010.       |
| Белци             | 305 (100,0%) | 375 (99,5%) |
| Афроамериканци    | 0 (0,0%)     | 0 (0,0%)    |
| Азијати           | 0 (0,0%)     | 0 (0,0%)    |
| Хиспаноамериканци | 0 (0,0%)     | 2 (0,5%)    |
| Укупно            | 305          | 377         |